# Dawid Dawydzik
Dawid Dawydzik (* 7. Dezember 1994 in Legnica) ist ein polnischer Handballspieler.

## Karriere

### Verein
Dawid Dawydzik lernte das Handballspielen in seiner Heimatstadt bei Dziewiątka Legnica. Mit diesem Verein spielte er in der Saison 2013/14 in der dritten polnischen Liga. 2014 wechselte der zwei Meter große Kreisläufer innerhalb der Liga zu Żagiew Dzierżoniów. In der Saison 2016/17 lief er für den polnischen Zweitligisten Śląsk Wrocław auf, für den er 104 Treffer in 24 Partien erzielte. Daraufhin verpflichtete ihn der Erstligist Zagłębie Lubin. 2019 nahm ihn KS Azoty-Puławy unter Vertrag. Mit Puławy wurde er dreimal Meisterschaftsdritter und spielte im EHF-Pokal und in der EHF European League. Seit 2022 läuft er für den Champions-League-Teilnehmer Wisła Płock auf. Mit Płock gewann er 2023 und 2024 den polnischen Pokal sowie 2024 und 2025 die Meisterschaft.

### Nationalmannschaft
Mit der polnischen Nationalmannschaft belegte Dawydzik bei der Europameisterschaft 2020 den 21. Platz, bei der Weltmeisterschaft 2021 den 13. Platz und bei der Europameisterschaft 2022 den 12. Platz. Insgesamt bestritt er 56 Länderspiele, in denen er 74 Tore erzielte.